# Enea Stadion
Das Enea Stadion ist ein Fußballstadion in der polnischen Stadt Posen. Der Fußballverein Lech Posen nutzt es für seine Heimspiele und es bietet gegenwärtig 42.837 Zuschauern ausschließlich überdachte Sitzplätze. Der Eigentümer des Stadions ist die Stadt Posen.

## Geschichte
Der Bau des Stadions begann im Jahre 1968. Die Eröffnung erfolgte zwölf Jahre später am 23. August 1980. Zur Einweihung spielte Lech Posen gegen Motor Lublin, vor 18.000 Zuschauern 1:1 unentschieden. 1986 wurde eine 1890 Lux starke Flutlichtanlage installiert; die am 15. Oktober des Jahres zum EM-Qualifikationsspiel Polen gegen Griechenland zum Einsatz kam. 2006 war das Posener Stadion Schauplatz des Eröffnungsspiels und des Finales der U-19-Fußball-Europameisterschaft.
Im Juni 2013 wurde die Spielstätte erstmals nach einem Sponsoren benannt. Der polnische Kabelnetzbetreiber Inea S.A. war für insgesamt 10 Mio. zł bis Ende Juni 2018 Namenssponsor des städtischen Stadions.
Im Juli 2023 wurde das Energieversorgungsunternehmen Enea S.A. mit Sitz in Posen neuer Namensgeber. Der Vertrag geht über vier Jahre bis 2027 und das Stadion wird Enea Stadion heißen.

## Umbau für die EM 2012
Für die Fußball-Europameisterschaft 2012 wurde die Spielstätte komplett renoviert. Die Kosten für die Renovierung beliefen sich auf 582 Mio. Złoty (ca. 147 Mio. Euro). Um das Stadion sind 900 Parkplätze angelegt. Am 20. September 2010 wurde das Stadion nach dem Umbau mit einem Konzert des englischen Sängers Sting eröffnet. Die Spielstätte in Posen wurde als erstes der vier polnischen EM-Stadien eröffnet.

## Tribünen
- Trybuna I:  12.481 Plätze
- Trybuna II:  9.610 Plätze
- Trybuna III:  14.033 Plätze
- Trybuna IV:  6.749 Plätze

## Fußball-Europameisterschaft 2012
Während der Europameisterschaft fanden in Posen drei Vorrundenspiele statt.
| Datum         | Runde    | Heim    | Gast     | Ergebnis  |
| ------------- | -------- | ------- | -------- | --------- |
| 10. Juni 2012 | Vorrunde | Irland  | Kroatien | 1:3 (1:2) |
| 14. Juni 2012 | Vorrunde | Italien | Kroatien | 1:1 (1:0) |
| 18. Juni 2012 | Vorrunde | Italien | Irland   | 2:0 (1:0) |

## Galerie

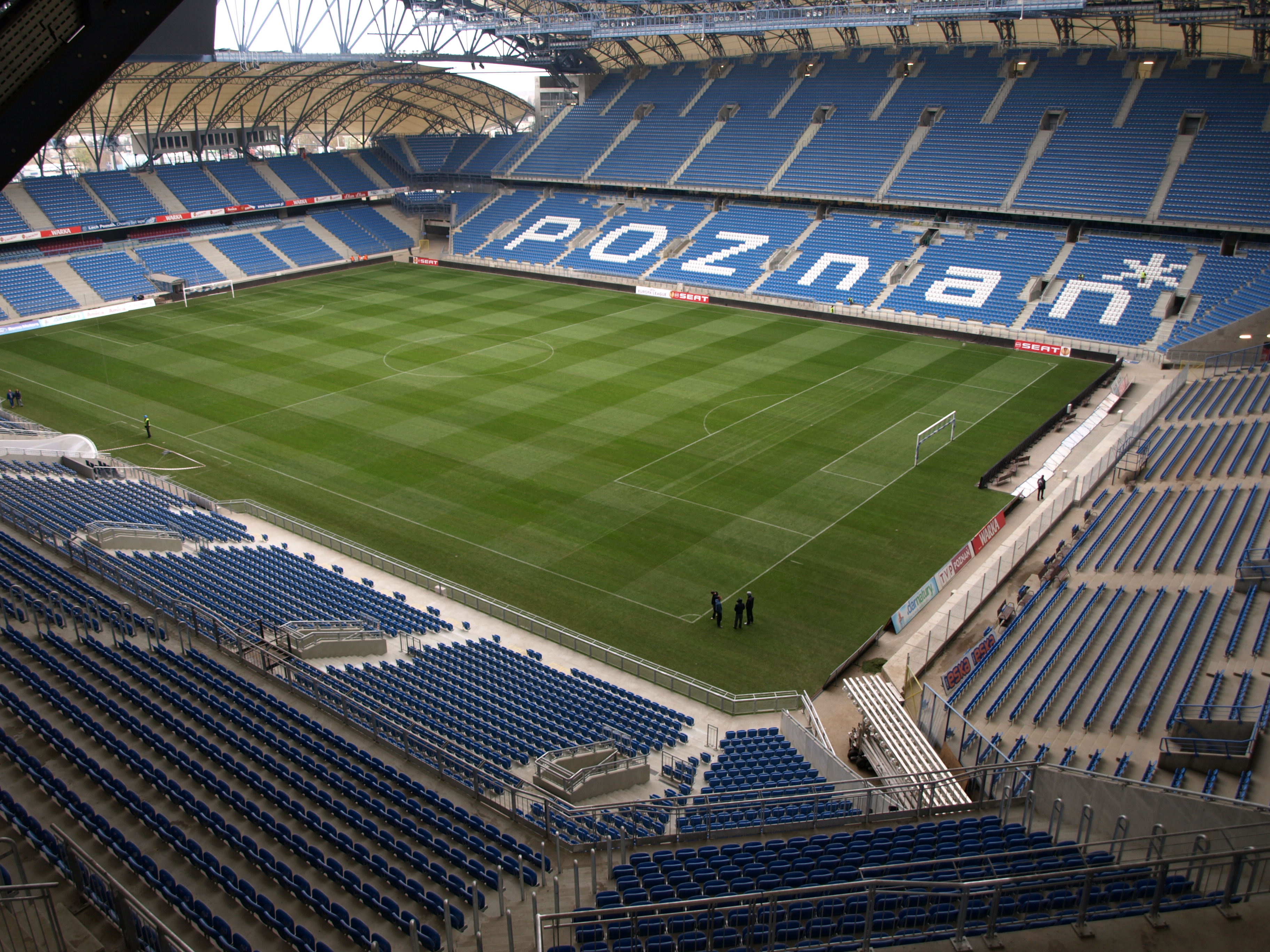
Der Stadioninnenraum im Jahr 2010
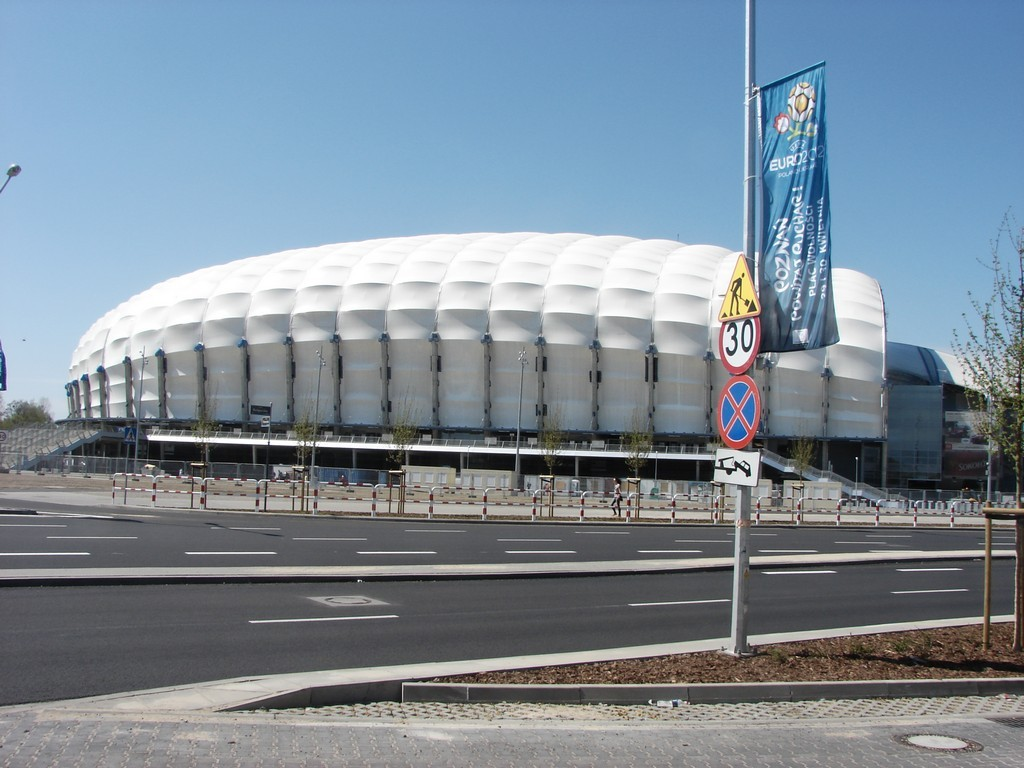
Das Stadion nach Abschluss der Renovierung
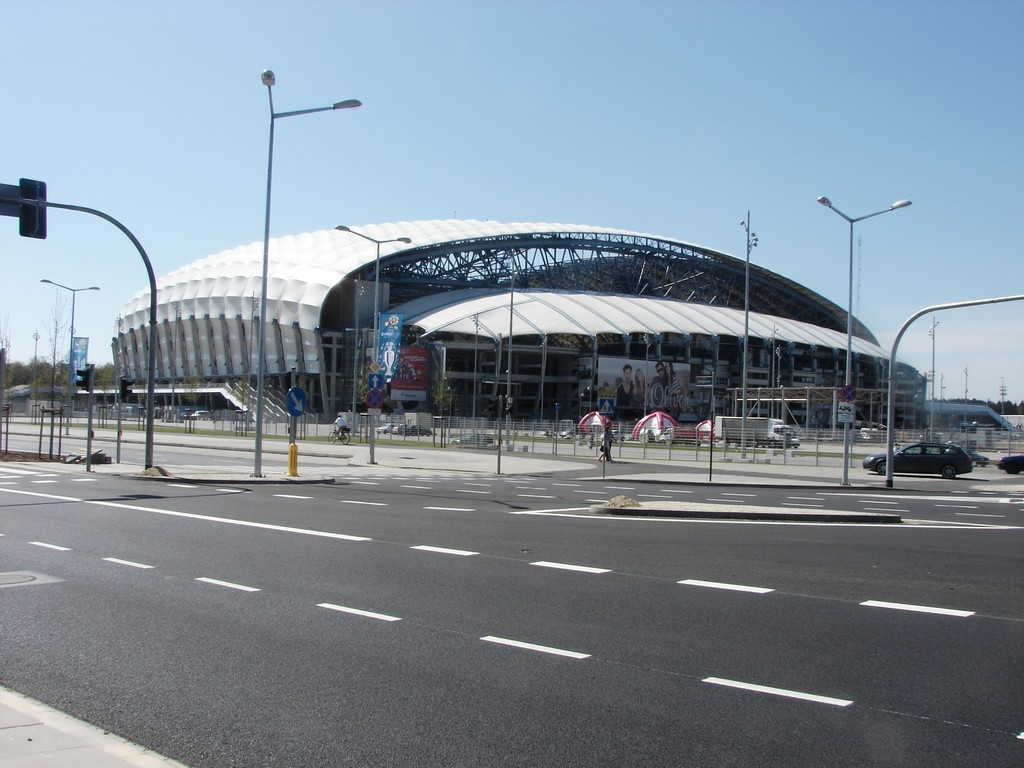
Stadion im Jahr 2012
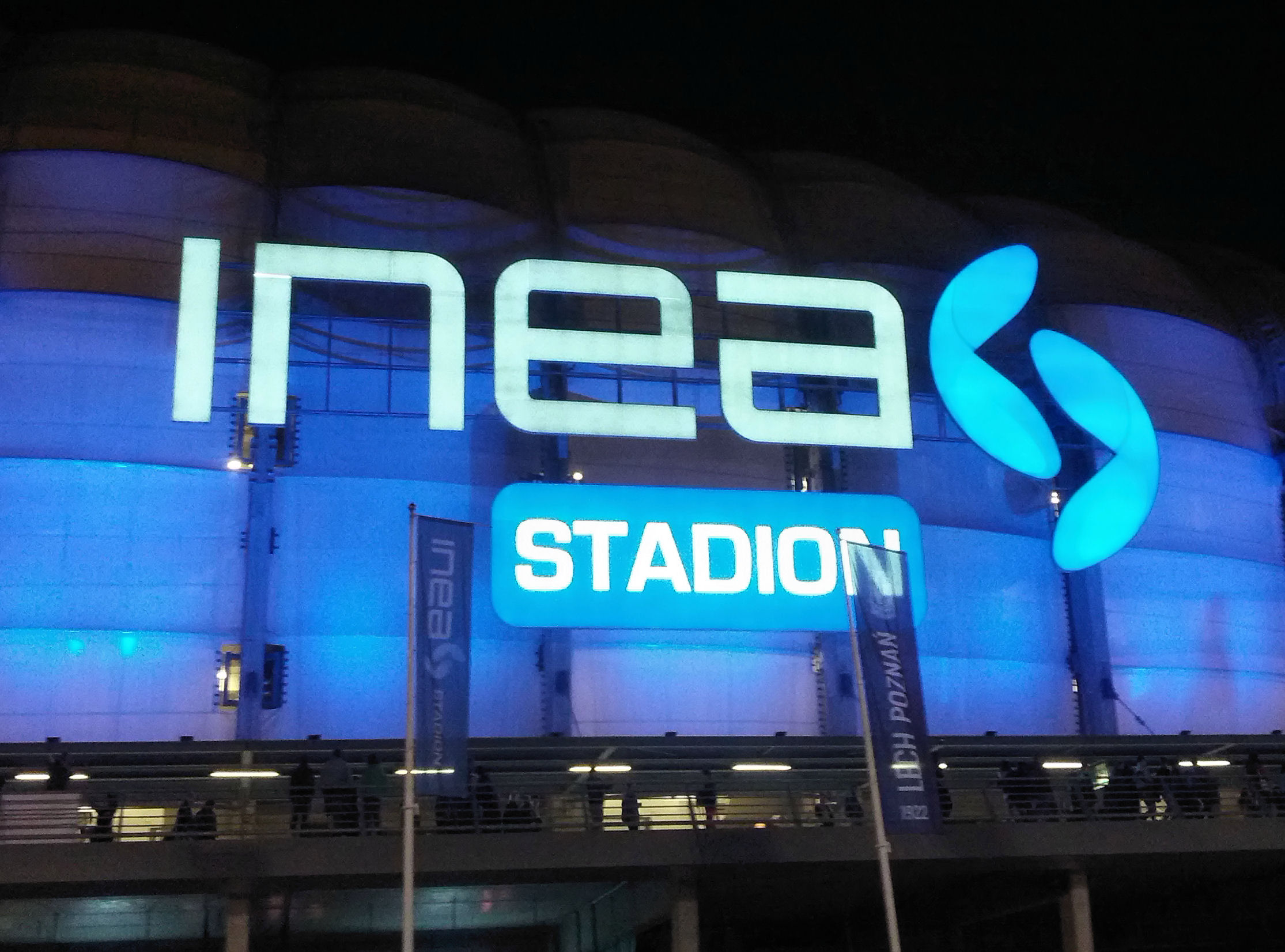
Leuchtzeichen des INEA Stadions
- Stadionbesuch im Jahr 2015